# Ulverton
Pour les articles homonymes, voir Ulverton (homonymie).
Ulverton est une municipalité du Québec située dans la MRC du Val-Saint-François en Estrie.

## Toponymie
« Il revient au secrétaire-trésorier de Durham, Edmond Thomas Paterson, d'avoir baptisé cet endroit Ulverton, nom formé sur Tilverton, petit village d'Irlande qui l'avait vu naître, et qu'il avait suggéré [...] Sur le plan municipal, la municipalité de Durham était créée en 1845 et son territoire englobait le township de Durham [...]. Abolie en 1847, elle sera rétablie en 1855 et prendra son nom actuel en 1944. [...] En 1999, la municipalité d'Ulverton a été détachée de la MRC de Drummond; elle s'est alors jointe à celle du Val-Saint-François. »

## Géographie
Elle est traversée par la route 143.
La rivière Ulverton traverse la municipalité du sud au nord pour confluer avec la rivière Saint-François qui délimite l'est de son territoire.

## Démographie
En 2021, le recensement canadien indique que la population a augmenté de 3,6% depuis 2016 en atteignant 433 habitants pour une moyenne d'âge de 46,5 ans.
| 1991 | 1996 | 2001 | 2006 | 2011 | 2016 | 2021 |
| ---- | ---- | ---- | ---- | ---- | ---- | ---- |
| 299  | 304  | 357  | 363  | 416  | 418  | 433  |

## Administration
Les élections municipales se font en bloc pour le maire et les six conseillers.
| Ulverton Maires depuis 2001                                                                                          |                     |                                  |          |
| Élection | Maire               | Qualité                          | Résultat |
| 2001 | Doris St-Jean       | Conseiller municipal (2011-2013) | Voir     |
| 2005 | Roger Viens         |                                  | Voir     |
| 2009 | Norman Mullin       |                                  | Voir     |
| 2012 | Claude Mercier      |                                  | Voir     |
| 2013 | Claude Mercier      | Voir                             |          |
| 2017 | J.-Pierre Bordua    |                                  | Voir     |
| 2021 | France Bouthillette |                                  | Voir     |
| déc. 2021 | Marie Gervais       | Mairesse suppléante              | Voir     |
| avr. 2022 | Lynda Tétreault     |                                  | Voir     |
| Élection partielle en italique Depuis 2005, les élections sont simultanées dans toutes les municipalités québécoises |                     |                                  |          |

## Attraits
Le moulin à laine d'Ulverton est un bien culturel du Québec. Situé au 210, chemin Porter, à Ulverton, il aurait été construit durant la décennie 1840. 
On y trouve aujourd'hui le seul centre d'interprétation du textile au Canada.